# Protuberum
Protuberum é um gênero de cinodonte traversodonte conhecido por uma única espécie, o Protuberum cabralense, do Triássico Médio, Brasil.
Como em todos os gêneros da família Traversodontidae, Protuberum era um herbívoro, com especialização de moagem durante a alimentação. Os dois exemplares conhecidos foram recolhidos com poucos anos de diferença a partir de sedimentos do Membro Alemoa da Formação Santa Maria, no Rio Grande do Sul, Brasil. O primeiro espécime foi coletado em 1977 e consiste em várias costelas e vértebras. A segunda amostra, coletada em 1989, consiste de um esqueleto parcial articulado e um crânio. Ambos os espécimes foram coletados pelo padre Daniel Cargnin. O nome do gênero é, em referência à grande quantidade de protuberâncias nas costelas e ílio, enquanto o nome da espécie é uma homenagem do Município de Novo Cabrais, onde o espécime foi coletado.